# Derbi basc

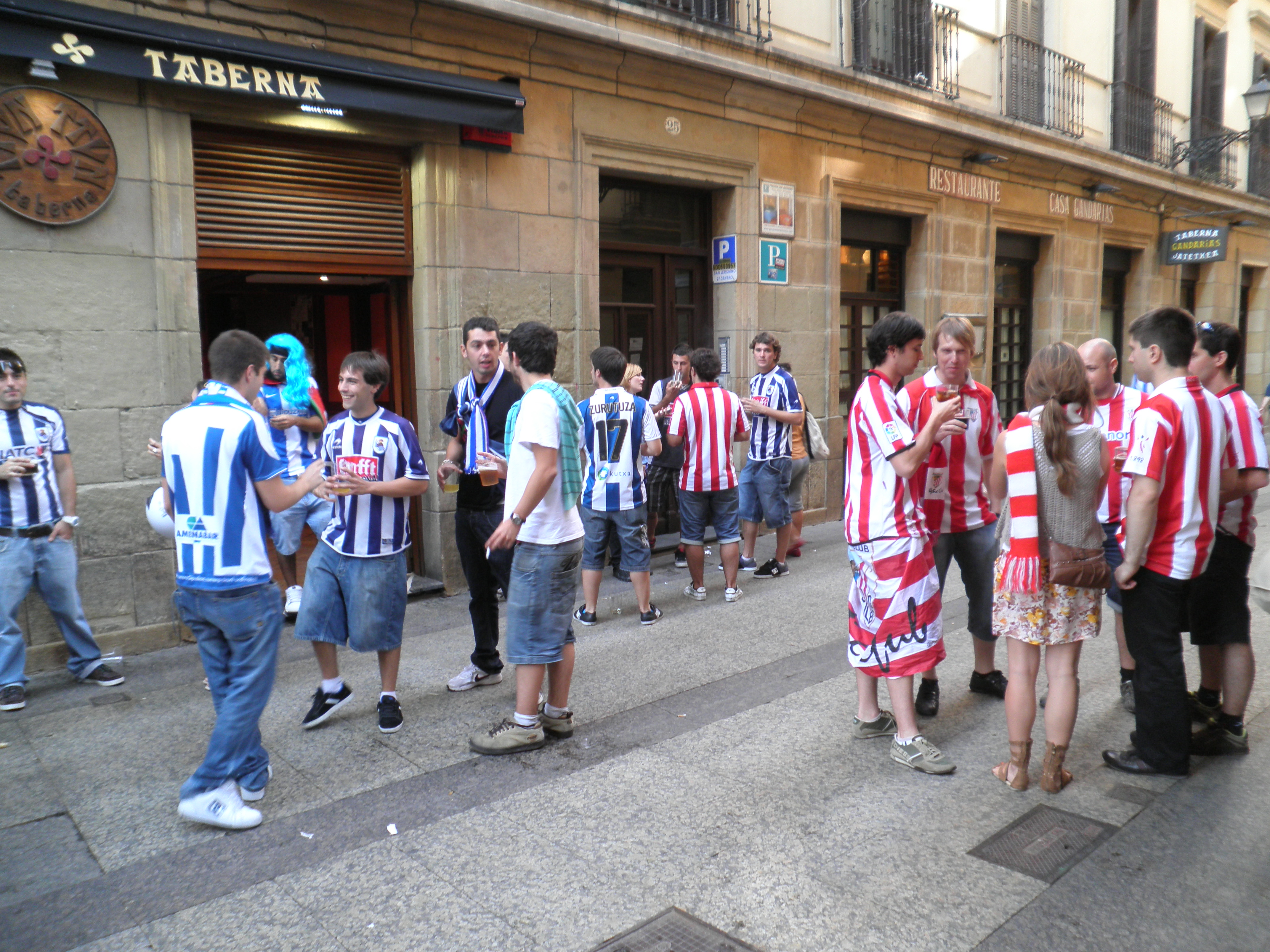
Seguidors txuri-urdin de la Reial Societat i seguidors de l'Athletic Club en ambient festiu a la Part Vella de Donostia.

El derbi basc (en basc Euskal Derbia) és un partit de futbol que disputen els dos principals equips del País Basc: l'Athletic Club de la vila de Bilbao i la Reial Societat (en basc Erreala) de la ciutat de Donostia. Aquests dos equips han mantingut des de sempre una rivalitat històrica que es remunta a l'any 1909.
Hom també anomena derbi basc la resta de partits disputats entre altres equips bascos (com Club Atlético Osasuna, Deportivo Alavés, Sociedad Deportiva Eibar, Real Unión de Irun, Sestao River Club o Barakaldo Club de Fútbol). No obstant això aquests no tenen tanta envergadura com la que té el derbi basc per excel·lència, disputat per l'Athletic Club i la Reial Societat.
Antigament es jugava en l'estadi d'Atotxa (fins a l'any 1993) i l'antic San Mames (fins a l'any 2013). Avui en dia es juga en l'estadi d'Anoeta i nou estadi de San Mames.
El 5 de desembre de 1976, el partit va passar a la història en entrar al camp la ikurriña a l'estadi d'Atotxa, que seria legalitzada quaranta dies més tard, portada per Inaxio Kortabarria i José Ángel Iribar.

## Partits

### Lliga
| Equip          | Jugats | Victòries | Empats | Derrotes | Gols a favor | Gols en contra |
| -------------- | ------ | --------- | ------ | -------- | ------------ | -------------- |
| Athletic Club  | 126    | 53        | 33     | 41       | 218          | 171            |
| Reial Societat | 126    | 41        | 33     | 53       | 171          | 218            |

### Copa
| Equip          | Jugats | Victòries | Empats | Derrotes | Gols a favor | Gols en contra |
| -------------- | ------ | --------- | ------ | -------- | ------------ | -------------- |
| Athletic Club  | 17     | 8         | 6      | 3        | 26           | 16             |
| Reial Societat | 17     | 3         | 6      | 8        | 16           | 26             |

## Resultats en Lliga
| Temporada | Data       | Equip de casa  |   | Equip visitant |   |
| --------- | ---------- | -------------- | - | -------------- | - |
| 1928-1929 | 10/02/1929 | Reial Societat | 1 | Athletic Club  | 1 |
| 1928-1929 | 28/04/1929 | Athletic Club  | 4 | Reial Societat | 2 |
| 1929-1930 | 15/12/1929 | Athletic Club  | 2 | Reial Societat | 2 |
| 1929-1930 | 16/02/1930 | Reial Societat | 1 | Athletic Club  | 7 |
| 1930-1931 | 14/12/1930 | Athletic Club  | 6 | Reial Societat | 1 |
| 1930-1931 | 15/02/1931 | Reial Societat | 1 | Athletic Club  | 0 |
| 1931-1932 | 10/01/1932 | Athletic Club  | 5 | Reial Societat | 1 |
| 1931-1932 | 13/03/1932 | Reial Societat | 3 | Athletic Club  | 2 |
| 1932-1933 | 01/01/1933 | Reial Societat | 2 | Athletic Club  | 4 |
| 1932-1933 | 05/03/1933 | Athletic Club  | 1 | Reial Societat | 2 |
| 1933-1934 | 17/12/1933 | Reial Societat | 3 | Athletic Club  | 0 |
| 1933-1934 | 18/02/1934 | Athletic Club  | 2 | Reial Societat | 1 |
| 1934-1935 | 03/02/1935 | Athletic Club  | 7 | Reial Societat | 0 |
| 1934-1935 | 21/04/1935 | Reial Societat | 0 | Athletic Club  | 4 |
| 1941-1942 | 26/10/1941 | Athletic Club  | 4 | Reial Societat | 1 |
| 1941-1942 | 01/02/1942 | Reial Societat | 0 | Athletic Club  | 1 |
| 1943-1944 | 19/12/1943 | Reial Societat | 1 | Athletic Club  | 4 |
| 1943-1944 | 02/04/1944 | Athletic Club  | 3 | Reial Societat | 0 |
| 1947-1948 | 28/09/1947 | Athletic Club  | 1 | Reial Societat | 3 |
| 1947-1948 | 11/01/1948 | Reial Societat | 0 | Athletic Club  | 3 |
| 1949-1950 | 11/09/1949 | Reial Societat | 2 | Athletic Club  | 3 |
| 1949-1950 | 18/12/1949 | Athletic Club  | 5 | Reial Societat | 2 |
| 1950-1951 | 29/10/1950 | Reial Societat | 3 | Athletic Club  | 0 |
| 1950-1951 | 04/03/1951 | Athletic Club  | 7 | Reial Societat | 1 |
| 1951-1952 | 16/12/1951 | Reial Societat | 1 | Athletic Club  | 4 |
| 1951-1952 | 13/04/1952 | Athletic Club  | 4 | Reial Societat | 1 |
| 1952-1953 | 28/09/1952 | Reial Societat | 3 | Athletic Club  | 1 |
| 1952-1953 | 01/02/1953 | Athletic Club  | 6 | Reial Societat | 1 |
| 1953-1954 | 29/11/1953 | Athletic Club  | 1 | Reial Societat | 3 |
| 1953-1954 | 28/03/1954 | Reial Societat | 1 | Athletic Club  | 1 |
| 1954-1955 | 05/12/1954 | Reial Societat | 3 | Athletic Club  | 3 |
| 1954-1955 | 27/03/1955 | Athletic Club  | 1 | Reial Societat | 0 |
| 1955-1956 | 30/10/1955 | Athletic Club  | 3 | Reial Societat | 0 |
| 1955-1956 | 04/03/1956 | Reial Societat | 2 | Athletic Club  | 2 |
| 1956-1957 | 21/10/1956 | Reial Societat | 3 | Athletic Club  | 4 |
| 1956-1957 | 10/02/1957 | Athletic Club  | 2 | Reial Societat | 0 |
| 1957-1958 | 01/12/1957 | Athletic Club  | 2 | Reial Societat | 2 |
| 1957-1958 | 30/03/1958 | Reial Societat | 1 | Athletic Club  | 0 |
| 1958-1959 | 09/11/1958 | Reial Societat | 1 | Athletic Club  | 1 |
| 1958-1959 | 08/03/1959 | Athletic Club  | 1 | Reial Societat | 0 |
| 1959-1960 | 04/10/1959 | Athletic Club  | 4 | Reial Societat | 0 |
| 1959-1960 | 24/01/1960 | Reial Societat | 1 | Athletic Club  | 3 |
| 1960-1961 | 27/11/1960 | Athletic Club  | 2 | Reial Societat | 2 |
| 1960-1961 | 19/03/1961 | Reial Societat | 0 | Athletic Club  | 0 |
| 1961-1962 | 17/09/1961 | Athletic Club  | 3 | Reial Societat | 3 |
| 1961-1962 | 07/01/1962 | Reial Societat | 0 | Athletic Club  | 2 |
| 1967-1968 | 12/11/1967 | Reial Societat | 1 | Athletic Club  | 1 |
| 1967-1968 | 03/03/1968 | Athletic Club  | 1 | Reial Societat | 1 |
| 1968-1969 | 01/12/1968 | Athletic Club  | 3 | Reial Societat | 1 |
| 1968-1969 | 23/03/1969 | Reial Societat | 2 | Athletic Club  | 0 |
| 1969-1970 | 16/11/1969 | Athletic Club  | 1 | Reial Societat | 0 |
| 1969-1970 | 15/03/1970 | Reial Societat | 2 | Athletic Club  | 0 |
| 1970-1971 | 13/12/1970 | Reial Societat | 2 | Athletic Club  | 1 |
| 1970-1971 | 04/04/1971 | Athletic Club  | 1 | Reial Societat | 1 |
| 1971-1972 | 06/01/1972 | Athletic Club  | 1 | Reial Societat | 2 |
| 1971-1972 | 07/05/1972 | Reial Societat | 1 | Athletic Club  | 0 |
| 1972-1973 | 07/01/1973 | Athletic Club  | 2 | Reial Societat | 1 |
| 1972-1973 | 20/05/1973 | Reial Societat | 1 | Athletic Club  | 0 |
| 1973-1974 | 16/09/1973 | Reial Societat | 2 | Athletic Club  | 1 |
| 1973-1974 | 27/01/1974 | Athletic Club  | 1 | Reial Societat | 2 |
| 1974-1975 | 12/01/1975 | Reial Societat | 3 | Athletic Club  | 0 |
| 1974-1975 | 18/05/1975 | Athletic Club  | 2 | Reial Societat | 1 |
| 1975-1976 | 30/11/1975 | Athletic Club  | 2 | Reial Societat | 0 |
| 1975-1976 | 28/03/1976 | Reial Societat | 3 | Athletic Club  | 2 |
| 1976-1977 | 05/12/1976 | Reial Societat | 5 | Athletic Club  | 0 |
| 1976-1977 | 24/04/1977 | Athletic Club  | 4 | Reial Societat | 2 |
| 1977-1978 | 08/01/1978 | Athletic Club  | 1 | Reial Societat | 0 |
| 1977-1978 | 30/04/1978 | Reial Societat | 2 | Athletic Club  | 1 |

| Temporada | Data       | Equip de casa  |   | Equip visitant |   |
| --------- | ---------- | -------------- | - | -------------- | - |
| 1978-1979 | 21/01/1979 | Reial Societat | 2 | Athletic Club  | 1 |
| 1978-1979 | 03/06/1979 | Athletic Club  | 1 | Reial Societat | 1 |
| 1979-1980 | 16/09/1979 | Athletic Club  | 0 | Reial Societat | 1 |
| 1979-1980 | 03/02/1980 | Reial Societat | 4 | Athletic Club  | 0 |
| 1980-1981 | 30/11/1980 | Reial Societat | 4 | Athletic Club  | 1 |
| 1980-1981 | 29/03/1981 | Athletic Club  | 0 | Reial Societat | 2 |
| 1981-1982 | 27/12/1981 | Athletic Club  | 1 | Reial Societat | 1 |
| 1981-1982 | 25/04/1982 | Reial Societat | 2 | Athletic Club  | 1 |
| 1982-1983 | 19/12/1982 | Reial Societat | 1 | Athletic Club  | 1 |
| 1982-1983 | 17/04/1983 | Athletic Club  | 2 | Reial Societat | 0 |
| 1983-1984 | 01/01/1984 | Reial Societat | 0 | Athletic Club  | 1 |
| 1983-1984 | 29/04/1984 | Athletic Club  | 2 | Reial Societat | 1 |
| 1984-1985 | 21/12/1984 | Athletic Club  | 1 | Reial Societat | 1 |
| 1984-1985 | 17/03/1985 | Reial Societat | 1 | Athletic Club  | 2 |
| 1985-1986 | 10/11/1985 | Athletic Club  | 2 | Reial Societat | 0 |
| 1985-1986 | 09/03/1986 | Reial Societat | 1 | Athletic Club  | 0 |
| 1986-1987 | 14/09/1986 | Athletic Club  | 1 | Reial Societat | 1 |
| 1986-1987 | 04/01/1987 | Reial Societat | 2 | Athletic Club  | 1 |
| 1987-1988 | 18/10/1987 | Athletic Club  | 1 | Reial Societat | 4 |
| 1987-1988 | 06/03/1988 | Reial Societat | 0 | Athletic Club  | 1 |
| 1988-1989 | 06/11/1988 | Reial Societat | 1 | Athletic Club  | 0 |
| 1988-1989 | 16/04/1989 | Athletic Club  | 2 | Reial Societat | 3 |
| 1989-1990 | 03/09/1989 | Athletic Club  | 1 | Reial Societat | 0 |
| 1989-1990 | 21/01/1990 | Reial Societat | 0 | Athletic Club  | 0 |
| 1990-1991 | 25/11/1990 | Reial Societat | 0 | Athletic Club  | 1 |
| 1990-1991 | 21/04/1991 | Athletic Club  | 2 | Reial Societat | 1 |
| 1991-1992 | 17/11/1991 | Reial Societat | 2 | Athletic Club  | 0 |
| 1991-1992 | 05/04/1992 | Athletic Club  | 2 | Reial Societat | 1 |
| 1992-1993 | 18/10/1992 | Athletic Club  | 2 | Reial Societat | 0 |
| 1992-1993 | 14/03/1993 | Reial Societat | 1 | Athletic Club  | 0 |
| 1993-1994 | 09/01/1994 | Athletic Club  | 0 | Reial Societat | 0 |
| 1993-1994 | 08/05/1994 | Reial Societat | 0 | Athletic Club  | 0 |
| 1994-1995 | 08/01/1995 | Athletic Club  | 0 | Reial Societat | 0 |
| 1994-1995 | 28/05/1995 | Reial Societat | 5 | Athletic Club  | 0 |
| 1995-1996 | 07/01/1996 | Athletic Club  | 0 | Reial Societat | 0 |
| 1995-1996 | 19/05/1996 | Reial Societat | 2 | Athletic Club  | 2 |
| 1996-1997 | 02/10/1996 | Athletic Club  | 1 | Reial Societat | 3 |
| 1996-1997 | 02/03/1997 | Reial Societat | 0 | Athletic Club  | 0 |
| 1997-1998 | 05/10/1997 | Athletic Club  | 1 | Reial Societat | 1 |
| 1997-1998 | 08/02/1998 | Reial Societat | 1 | Athletic Club  | 1 |
| 1998-1999 | 08/11/1998 | Reial Societat | 3 | Athletic Club  | 1 |
| 1998-1999 | 04/04/1999 | Athletic Club  | 0 | Reial Societat | 0 |
| 1999-2000 | 05/12/1999 | Athletic Club  | 1 | Reial Societat | 1 |
| 1999-2000 | 16/04/2000 | Reial Societat | 4 | Athletic Club  | 1 |
| 2000-2001 | 14/01/2001 | Reial Societat | 0 | Athletic Club  | 2 |
| 2000-2001 | 10/06/2001 | Athletic Club  | 1 | Reial Societat | 3 |
| 2001-2002 | 26/08/2001 | Reial Societat | 1 | Athletic Club  | 3 |
| 2001-2002 | 13/01/2002 | Athletic Club  | 2 | Reial Societat | 1 |
| 2002-2003 | 01/09/2002 | Reial Societat | 4 | Athletic Club  | 2 |
| 2002-2003 | 02/02/2003 | Athletic Club  | 3 | Reial Societat | 0 |
| 2003-2004 | 28/09/2003 | Athletic Club  | 1 | Reial Societat | 0 |
| 2003-2004 | 15/02/2004 | Reial Societat | 1 | Athletic Club  | 1 |
| 2004-2005 | 21/11/2004 | Reial Societat | 3 | Athletic Club  | 2 |
| 2004-2005 | 10/04/2005 | Athletic Club  | 3 | Reial Societat | 0 |
| 2005-2006 | 28/08/2005 | Athletic Club  | 3 | Reial Societat | 0 |
| 2005-2006 | 22/01/2006 | Reial Societat | 3 | Athletic Club  | 3 |
| 2006-2007 | 27/08/2006 | Athletic Club  | 1 | Reial Societat | 1 |
| 2006-2007 | 28/01/2007 | Reial Societat | 0 | Athletic Club  | 2 |
| 2010-2011 | 05/12/2010 | Reial Societat | 2 | Athletic Club  | 0 |
| 2010-2011 | 23/04/2011 | Athletic Club  | 2 | Reial Societat | 1 |
| 2011-2012 | 02/10/2011 | Reial Societat | 1 | Athletic Club  | 2 |
| 2011-2012 | 04/03/2012 | Athletic Club  | 2 | Reial Societat | 0 |
| 2012-2013 | 29/09/2012 | Reial Societat | 2 | Athletic Club  | 0 |
| 2012-2013 | 22/02/2013 | Athletic Club  | 1 | Reial Societat | 3 |
| 2013-2014 | 05/01/2014 | Reial Societat | 2 | Athletic Club  | 0 |
| 2013-2014 | 11/05/2014 | Athletic Club  | 1 | Reial Societat | 1 |
| 2014-2015 | 14/12/2014 | Reial Societat | 1 | Athletic Club  | 1 |
| 2014-2015 | 28/04/2015 | Athletic Club  | 1 | Reial Societat | 1 |
| 2015-2016 | 27/09/2015 | Reial Societat | 0 | Athletic Club  | 0 |
| 2015-2016 | 21/02/2016 | Athletic Club  | 0 | Reial Societat | 1 |
| 2016-2017 | 16/10/2016 | Athletic Club  | 3 | Reial Societat | 2 |
| 2016-2017 | 12/03/2017 | Reial Societat | 0 | Athletic Club  | 2 |
| 2017-2018 | 16/12/2017 | Athletic Club  | 0 | Reial Societat | 0 |
| 2017-2018 | 28/04/2018 | Reial Societat | 3 | Athletic Club  | 1 |
| 2018-2019 | 05/10/2018 | Athletic Club  | 1 | Reial Societat | 3 |
| 2018-2019 | 02/02/2019 | Reial Societat | 2 | Athletic Club  | 1 |
| 2019-2020 | 30/08/2019 | Athletic Club  | 2 | Reial Societat | 0 |
| 2019-2020 | 09/02/2020 | Reial Societat | 2 | Athletic Club  | 1 |
| 2020-2021 | 31/12/2020 | Athletic Club  | 0 | Reial Societat | 1 |
| 2020-2021 | 07/04/2021 | Reial Societat | 1 | Athletic Club  | 1 |
| 2021-2022 | 31/10/2021 | Reial Societat | 1 | Athletic Club  | 1 |